# Bucsány
Bucsány (szlovákul Bučany) község Szlovákiában, a Nagyszombati kerület Nagyszombati járásában. Kis- és Nagybucsány 1913-as egyesítésével jött létre.

## Fekvése
Nagyszombattól 8 km-re, északkeletre található.

## Története
A falu területén ősidők óta laktak emberek. 1978-ban egy útépítést megelőző régészeti ásatás során i. e. 5000 körüli időkből származó település nyomait tárták fel. Ezer évvel későbbről már a földművelés nyomai is megtalálhatók, a települést ekkor már sánccal és árokkal erősítették meg. Innen került elő a legértékesebb lelet, a 6,5 cm magas ún. Bucsányi Vénusz. A területen az i. e. 5. századtól a kelták települése állt. Ebből a korból is kerültek elő bronz és kerámia tárgyak.
A mai Bucsányt 1258-ban említik először oklevélben, amikor IV. Béla a falut Cunta nagyszombati bíró fiának adományozza. 1289-ben birtokosai a Bucsányiak, később az Ocskay és a Zay családok. 1307-ben Tamás esztergomi érsek engedélyt ad a Szent Margit-kápolna építésére. 1892-ig Bucsány két községből, Alsó- és Felsőbucsányból állt.[forrás?]
Vályi András szerint: "BUCSÁNY. Alsó, és felső Butsány. Tót falu Nyitra Vármegyében, birtokos Urai Báró Zay, és más Urak, fekszik Blava vize mellett, Nagy Szombattól egy órányi távolságban, Posony Vármegyének szomszédságában, lakosai katolikusok, határja jó termékenységű, bora középszerű, ’s vagyonnyainak eladására jó alkalmatossága lévén, első Osztálybéli."
Fényes Elek szerint: "Bucsán (Nagy és Kis), két összefüggő helység, Nyitra vmegyében, N.-Szombathoz egy órányira, a galgóczi és pöstyéni országutban. Lakja 913 kath., 163 evang., 45 zsidó. Ékesíti a paroch. templom, s gr. Zay csinos izlésü kastélya, egy gyönyörü angol kerttel együtt, mellyet a Bláva vize nedvesit. A kastélyban találtatik egy könyvtár, többnyire ujabb classikus munkákból összeállitva. – Határa Bucsánnak bő termékenységü; rétei igen jók, szőlőhegye meglehetős bort ád. F. u. gr. Zay, s m. t."
Nyitra vármegye monográfiája szerint: "Bucsány, nagy tót község, 1445 r. kath., ág. ev. és izr. vallásu lakossal, kik közt a kath. felekezeti hívek száma túlnyomó. Postája Nagy-Bucsány, táviró- és vasúti állomása Nagy-Bresztován. Kath. temploma 1440-ben épült, de 1821-ben kibővítették és restaurálták. Az izraelitáknak zsinagógájuk van itt, mely 1873-ban épült. A kath. egyház birtokában több érdekes régi kehely és szentségtartó van; legrégibb és legérdekesebb ötvösművei azonban 1845-ben, mikor a templomot kirabolták, elvesztek. A községben említésre méltó Ocskay Rezső úrilaka és egy régi kastély, mely jelenleg br. Springer testvéreké és most csupán gazdatiszti lakásul és irodául szolgál. Van itt egy mezőgazdasági szeszgyár is. Földesurai a XIV. században a Bucsányiak, később az Ocskay és a Zay-családok voltak. Jelenlegi nagyobb birtokosai báró Springer testvérek, id. Ocskay Rezső és gróf Nyáry Kálmán."
A trianoni békeszerződésig Nyitra vármegye Galgóci járásához tartozott.

## Népessége
| Év:            | 1994. | 2004.   | 2014.   | 2024.   |
| -------------- | ----- | ------- | ------- | ------- |
| Emberek száma: | 2050  | 2157    | 2300    | 2380    |
| Eltérés:       |       | +5,21 % | +6,62 % | +3,47 % |

| Év:            | 2023. | 2024.   |
| -------------- | ----- | ------- |
| Emberek száma: | 2386  | 2380    |
| Eltérés:       |       | -0,25 % |

1880-ban 1297 lakosából 1145 szlovák és 40 magyar anyanyelvű volt.
1910-ben 1562 lakosából 1482 szlovák és 43 magyar anyanyelvű volt.
1921-ben 1713 lakosából 1629 csehszlovák, 24 német, 22 zsidó, 13 magyar és 25 állampolgárság nélküli volt.
1930-ban 1779 lakosából 1751 csehszlovák, 12 német és 16 állampolgárság nélküli volt. Ebből 1684 római katolikus, 37 evangélikus, 31 izraelita és 27 egyéb vallású volt.
2001-ben 2118 lakosából 2098 szlovák és 1 magyar volt.
2011-ben 2267 lakosából 2231 szlovák és 1 magyar volt.

## Neves személyek
- Itt született 1828-ban Kostyál Sándor köz- és váltó ügyvéd, 1848-as honvéd-százados.
- Itt született 1855. január 17-én Tomka István zongoraművész és -tanár.
- Itt született 1876-ban Bottka Miklós festő és grafikus, főiskolai tanár.
- Itt hunyt el 1551-ben Bedeghi báró Nyáry Ferenc törökverő országos huszárkapitány, Hont vármegye főispánja, főlovászmester.
- Itt hunyt el 1871-ben Zay Károly szabadelvű politikus, császári és királyi kamarás, evangélikus egyházi főfelügyelő.
- Itt tanult Forbáth Imre (Fuchs; 1898-1967) költő, író, újságíró, orvos, a csehszlovákiai magyar irodalom kimagasló alakja.

## Nevezetességei

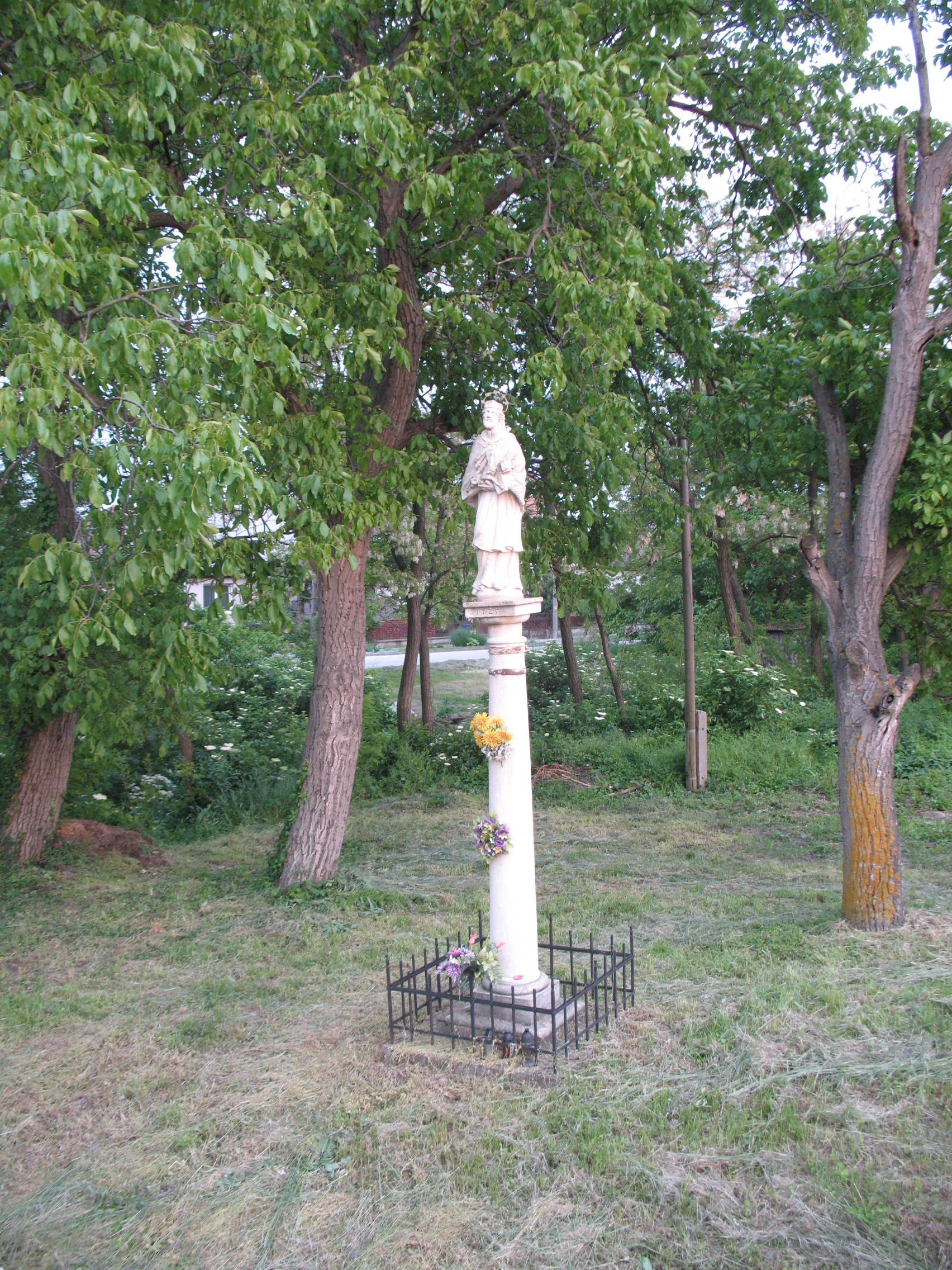
Nepomuk szobor 1725-ből

- Szent István király tiszteletére épített, római katolikus temploma 1700-ban épült.